# Kowboju, do dzieła!
Kowboju, do dzieła! (Carry on Cowboy) – brytyjska komedia filmowa z 1965 roku w reżyserii Geralda Thomasa i ze scenariuszem Talbota Rothwella, jedenasty film zrealizowany w cyklu Cała naprzód. Stanowi parodię westernów. 

## Opis fabuły
Miasteczko na amerykańskim Dzikim Zachodzie jest terroryzowane przez gang rewolwerowców, którym przewodzi bezwzględny Rumpo Kid. Zdesperowane władze lokalne proszą o pomoc rząd federalny, który przez pomyłkę zamiast stróża prawa przysyła angielskiego inżyniera sanitarnego, dopiero co przybyłego do Ameryki. W tym samym dyliżansie co on do miasteczka zmierza córka zabitego przez bandytów szeryfa, sama biegle władająca bronią i pragnąca pomścić ojca. W wydarzenia zostają wmieszani także miejscowi Indianie, których wodza bardziej od zdobywania skalpów interesuje whiskey.

## Obsada
- Sid James jako Rumpo Kid
- Kenneth Williams jako sędzia Burke, burmistrz
- Jim Dale jako Marshall P. Knutt
- Angela Douglas jako Annie Oakley
- Charles Hawtrey jako wódz Indian
- Bernard Bresslaw jako syn wodza
- Joan Sims jako Belle, właścicielka saloonu
- Peter Butterworth jako doktor
- Percy Herbert jako Charlie, barman
- Sydney Bromley jako Sam, hodowca bydła
- Jon Pertwee jako szeryf
- Davy Kaye jako przedsiębiorca pogrzebowy

i inni